# Седмица на съвременното изкуство
Седмицата на съвременното изкуство (на португалски: Semana de Arte Moderna) е фестивал на изкуствата, проведен в Общинския театър в Сау Паулу, Бразилия, от 11 до 18 февруари 1922 г.
Обикновено това събитие се приема за начална точка на бразилския модернизъм. Макар че отделни автори създават модернистични творби и преди него, то консолидира и очертава рамките на модернистичното движение и за пръв път го представя пред по-широка публика.